# (594) Мирайлль
(594) Мирайлль (англ. Mireille) — астероид в поясе астероидов, найденный Максом Вольфом 27 марта 1906 года в Хайдельберге.
Астероид назван в честь героини поэмы Фредерика Мистраля «Мирейо» («Мирей»).

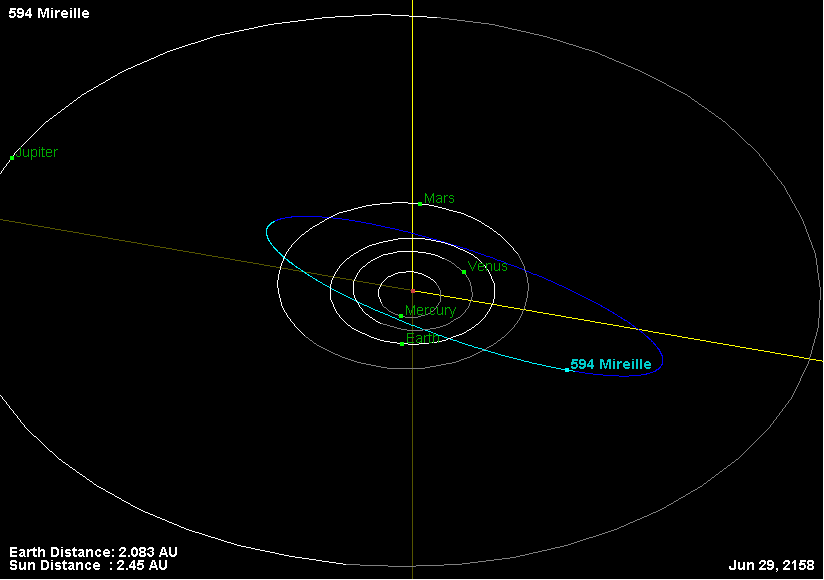
Орбита астероида Мирайлль и его положение в Солнечной системе